# عزلة البيت (الضالع)

تعديل مصدري - تعديل

عزلة البيت هي إحدى عزل مديرية الحشاء في محافظة الضالع اليمنية ويبلغ تعداد سكانها 4109 نسمة حسب التعداد السكاني في اليمن لعام 2004.

## روابط خارجية
- الجهاز المركزي للإحصاء بالجمهورية اليمنية
- المركز الوطني للمعلومات باليمن
- World Gazetteer:Yemen
- الدليل الشامل